# آنا داج
آنا داج (انگلیسی: Anna Dodge؛ ‏ ۱۸ اکتبر ۱۸۶۷ – ۴ مهٔ ۱۹۴۵) هنرپیشه اهل ایالات متحده آمریکا بود.

## گزیده فیلمشناسی
- کنتاکی دربی (۱۹۲۲)

مالی ئو (۱۹۲۱)